# Гранулоцит
Гранулоцит или грануларни леукоцит је врста леукоцита који у цитоплазми има грануле и једро подељено на режњеве. У гранулама се налазе бројни хидролитички ензими па се оне могу сматрати лизозомима. Према начину бојења, бојење по Романовском, гранула разликују се три типа гранулоцита:
- хетерофилни (полиморфонуклеарни)
- еозинофилни
- базофилни.

## Хетерофилни гранулоцити
У организму човека чине 50-70% свих леукоцита па тиме представљају најбројнију врсту леукоцита. Представљају, првенствено у односу на бактерије, прву одбрамбену линију организма. Врше фагоцитозу бактерија, вируса као и остатака мртвих ћелија. Облик ћелије је округласто-амебоидан са кратким цитоплазматским наставцима на (сличним микроресицама) површини. Једро је обично трорежњевито, мада се код младих и старих разликује. Тако млади имају два режња, док старије ћелије могу имати и пет.
Грануле им се боје мешавином базних (метиленско плаво или азури) и киселих боја (еозин). Погрешно се често називају неутрофилним гранулоцитима што би могло да се протумачи да се или боје неутралним бојама, или да су неутрални према базним и киселим бојама. Оба тумачења су нетачна.
Садрже два типа гранула које су опкољене мембранама:
- специфичне грануле садрже:
  - фагоцитине (бактерицидне протеине)
  - алкалну фосфатазу
  - лизозим
  - лактоферин.
- азурофилне грануле у којима се налазе:
  - киселе фосфатазе
  - арил-сулфатазе
  - еластазе и др.
  - нуклеотидазе
  - колагеназе и др.

Веома су кратког века, у крви човека њихов полуживот износи 6-7 часова, док је у везивном ткиву нешто дужи (1-4 дана).

## Еозинофилни (ацидофилни) гранулоцити
Показују ацидофилију (еозинофилију) јер се грануле у њиховој цитоплазми се боје киселим бојама. Од укупне количине леукоцита у крви човека они чине 1-4%. Стварају се у коштаној сржи. У крви проводе 6'- 10 часова после чега прелазе у ткива где опстају 8 - 12 дана.
По спољашњој морфологији и величини личе на хетерофилне гранулоците, округлог су облика и на површини имају кратке наставке сличне микроресицама. Једро има два режња, а нема једарцета. Постављено је ексцентрично и са више хетерохроматина. 
Грануле су крупније него код хетерофилних гранулоцита и слично њима садрже хидролитичке ензиме. У њиховом матриксу налази се паракристално тело кога образује основни протеин отрован за неке цревне паразите. Отуда способност ових гранулоцита да отклањају паразитске црве (Schizostoma) и праживотиња. Осим тога учествују и у алергијским реакцијама тако што фагоцитирају и одстрањују комплексе антиген-анитело који се образују код астме поленске кијавице.

## Базофилни гранулоцити
Представљају најмање бројне леукоците, округластог облика са ретким цитоплазматичним наставцима на површини. једро је потковичастог облика и ексцентрично постављено. Грануле су крупне и боје се базним бојама (метиленско плаво или азури) па ћелије показују базофилију. У гранулама се налазе материје као у мастоцитима, какве су нпр. хепарин, хистамин и др. Осим по структури слични су са мастоцитима и по функцији па тако учествују у тренутним алергијским реакцијама. 